# Igreja Quinn Chapel AME
A Igreja Quinn Chapel AME, também conhecida como Quinn Chapel da Igreja AME, abriga a primeira congregação afro-americana de Chicago, formada por sete indivíduos como um grupo de oração não denominacional que se reuniu na casa de um membro em 1844. Em 1847, o grupo organizou-se como uma congregação da Igreja Metodista Episcopal Africana, a primeira denominação negra independente nos Estados Unidos. Eles nomearam a igreja em homenagem ao bispo William Paul Quinn .
Nos anos que antecederam a Guerra Civil, a igreja desempenhou um papel importante no movimento abolicionista da cidade. O Grande Incêndio de Chicago de 1871 destruiu a igreja original. A congregação reuniu-se durante muitos anos em locais temporários antes de adquirir o local atual em 1890. A estrutura atual, projetada pelo arquiteto Henry F. Starbuck e construída em 1892 na Avenida South Wabash, 2.401, reflete o caráter da área do final do século XIX. A igreja foi designada como marco de Chicago em 3 de agosto de 1977 e listada no Registro Nacional de Locais Históricos em 4 de setembro de 1979.
Em 1992, Quinn Chapel juntou-se a três outras igrejas próximas para fundar a The Renaissance Collaborative: uma organização sem fins lucrativos dedicada a salvar o histórico Wabash YMCA e atender às necessidades da comunidade de Bronzeville.